# Palacio Santos
El Palacio Santos es un edificio histórico de la ciudad de Montevideo, originalmente concebido como residencia personal del presidente Máximo Santos fue durante un breve período de tiempo (1931-1934) sede del Poder Ejecutivo, en la actualidad alberga al Ministerio de Relaciones Exteriores de la República Oriental del Uruguay.

## Historia
En marzo de 1882 Máximo Santos tomó posesión de su cargo como Presidente de la República. En 1881, para su residencia, había mandado construir una lujosa mansión, que inauguró en 1885. Allí vivió junto a su esposa, Teresa Mascaró y sus hijos, hasta que falleció a sus 42 años en 1889. Santos fue famoso por su estilo de vida fastuoso, nada común en el Uruguay de esa época. Alternaba su residencia entre el hoy Palacio Santos y la Quinta de Máximo Santos en las afueras de la ciudad.
El Palacio Santos fue construido por el ingeniero civil Juan Alberto Capurro, quien plasmó en esta obra su sentido artístico, utilizando un carácter Neoclasicista, estilo inspirado en la arquitectura del renacimiento italiano. Desde el comienzo de su construcción la casa atrajo la atención por su riqueza y suntuosidad. Fueron contratados los mejores artesanos de la época para trabajar los mármoles, las maderas y la yesería de frisos, cielorrasos y paredes. 
En la época de Santos se tejieron fantasías sobre pasadizos secretos y escapes misteriosos. Durante las excavaciones que se realizaron en 1970 para el acondicionamiento de la avenida 18 de Julio, se pudieron ver vestigios de la existencia de un túnel que atravesaba la avenida hasta la cuadra de enfrente. Este tipo de construcciones era común en la época.
En 1931, el presidente Gabriel Terra decreto que el Palacio Santos se convirtiera en la sede del Poder Ejecutivo, por lo que, desde 1931 y hasta 1934 el edificio fue utilizado como Casa de Gobierno, albergandose en el mismo la oficina presidencial y las distintas dependencias bajo la órbita de la jefatura del Estado. Es en dicho período cuando se instala una claraboya de vidrios de colores, en los cuales se ilustra el Escudo Nacional. Tras finalizar dicho período de gobierno, Alfredo Baldomir revocó dicho decreto, y la presidencia de la República se trasladó nuevamente hacia el Palacio Estévez.

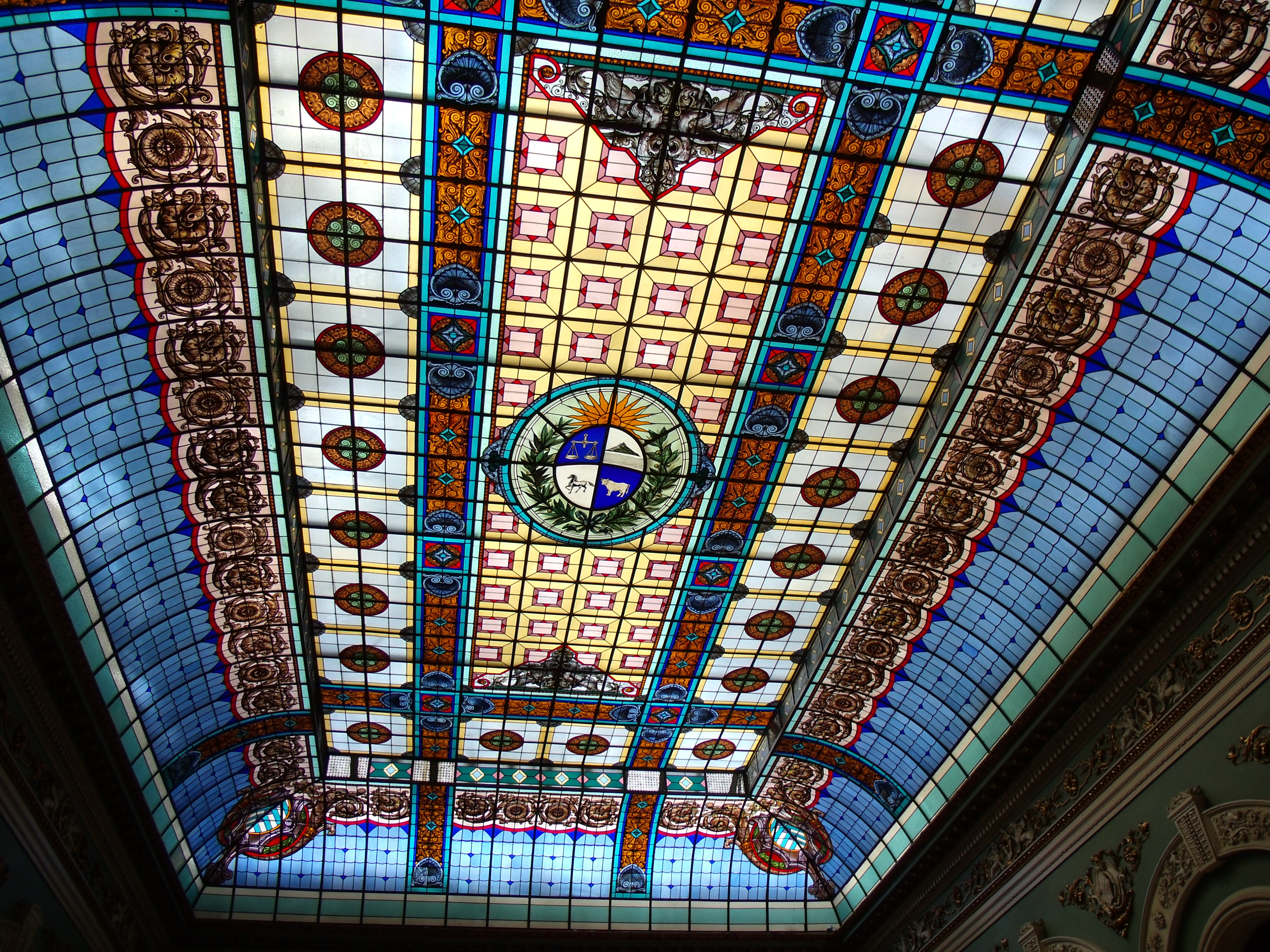
Claraboya con el Escudo Nacional de Uruguay

En 1955 la Cancillería de la República abandona el Cabildo de Montevideo y se traslada hacia el Palacio Santos, convirtiéndose en su sede. Posteriormente, sobre la calle Colonia y Cuareim, se construiría un edificio anexo, en el cual se instalarían todas las dependencias ministeriales, quedando el Palacio Santos para ceremonias y actos de carácter protocolar, albergando diferentes departamentos del Ministerio de RelacIone des Exteriores, tales como la Dirección de Protocolo y Ceremonial de Estado, la Dirección General para Asuntos Culturales, la Dirección General de Cooperación Internacional y el Archivo Histórico Diplomático, donde se guarda y exhibe el pasado diplomático de la República
.

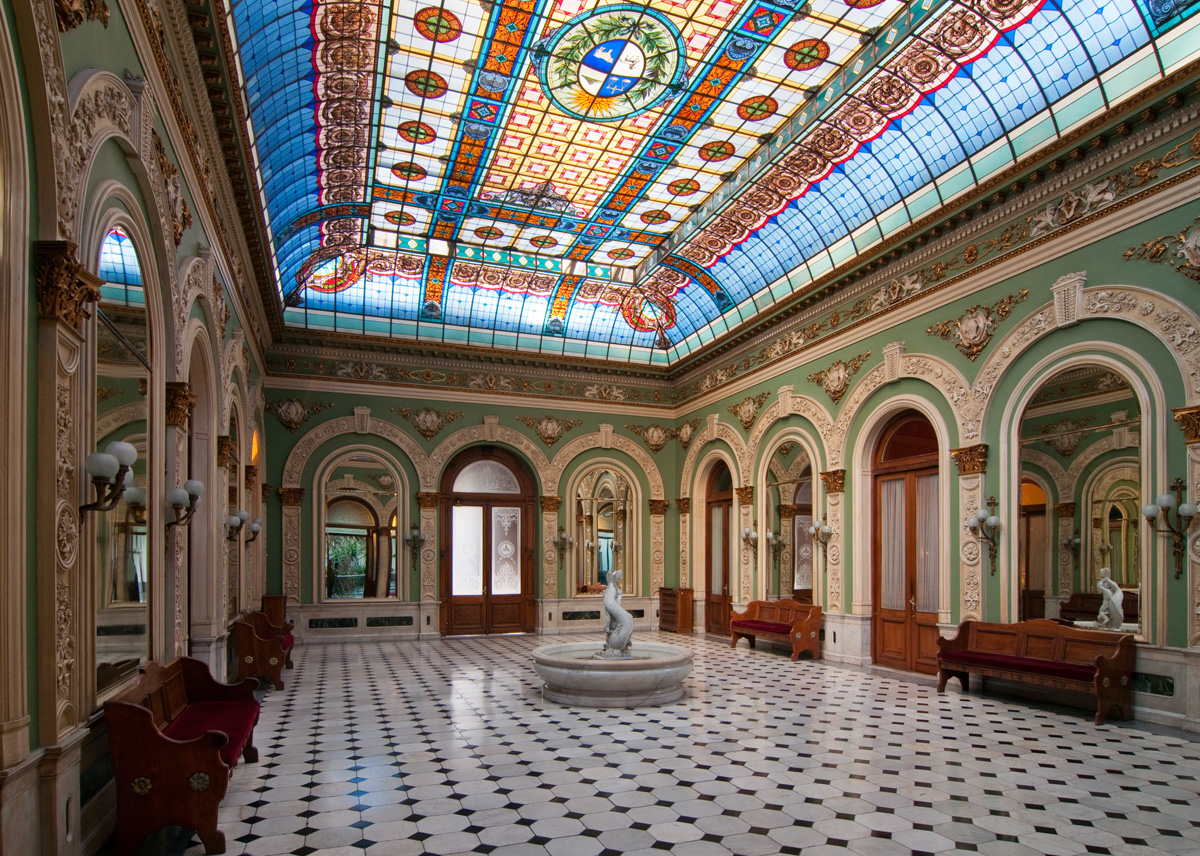
Interior del Palacio Santos.

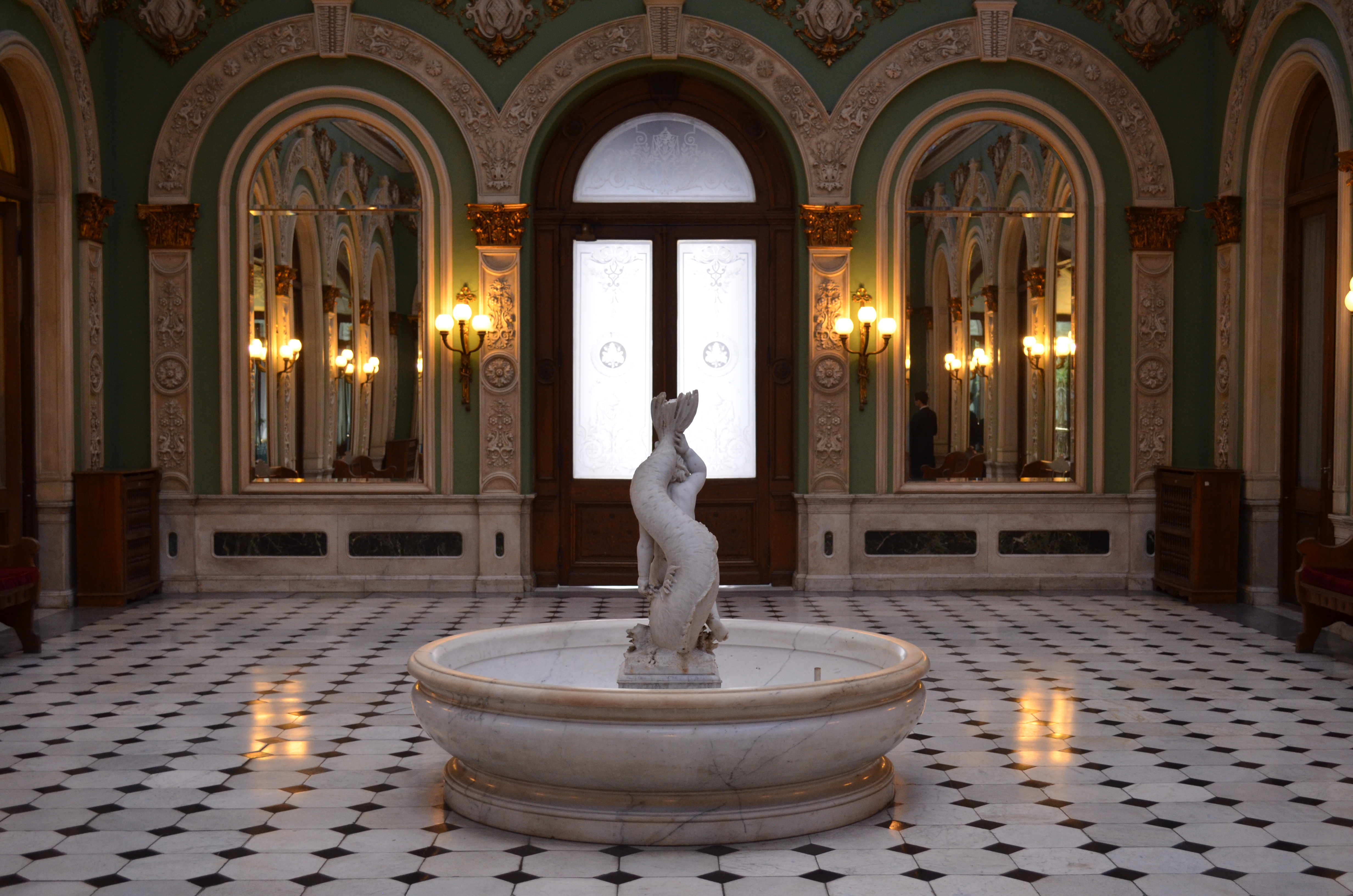

En 1975 el Palacio Santos fue declarado Patrimonio Histórico Nacional. Ha sido restaurado conservando su decoración y parte del mobiliario original.
Las diversas funciones a que estuvo dedicado el Palacio Santos durante el transcurso del siglo XX lo sometieron a las modas del momento, que si bien no alteraron mayormente su espacialidad, determinaron modificaciones en terminaciones y ornamentos. Se fueron perdiendo las finas terminaciones de oro aplicadas sobre molduras y cornisas interiores, los falsos mármoles y los colores dominantes de su paleta decimonónica.
La restauración de los salones del palacio comenzó en 1996. Esta recuperación atendió principalmente a la restauración de elementos decorativos y terminaciones. Como resultado de cateos e investigaciones se pudieron determinar los colores de entelados y empapelados originales y las terminaciones de yesos y molduras. Se recuperaron los pavimentos de marquetería, los cielorrasos enyesados decorados, los falsos mármoles, los vitrales, las pinturas murales, las luminarias y la paleta de colores propia del proyecto original de Capurro.
También se rescató parte del mobiliario y se proyectó una iluminación de última generación que contribuyó a destacar los espacios interiores sin competir con la iluminación histórica natural.

## Descripción

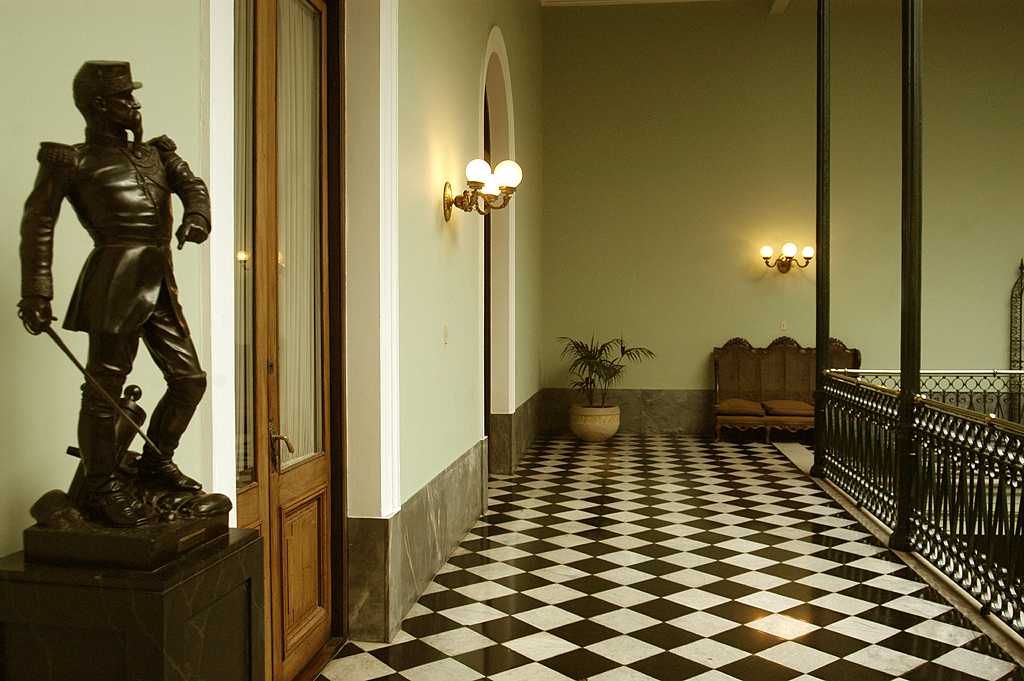

El Palacio Santos mantiene el mismo esquema que la vivienda tradicional, nucleando las habitaciones en torno a patios interiores, aunque las dimensiones y el manejo ornamental lo elevaron a la categoría de lujoso. Para asimilarse a su entorno, la construcción reserva la suntuosidad al interior. El exterior presenta un tratamiento severo, con un diseño proporcionado, con pedestales y balcones con balaustres. Se destacan las líneas elegantes y simples. Sobre la avenida 18 de Julio se encuentra al mismo nivel que la acera, mientras que sobre la calle Cuareim, debido a la pendiente de ésta, posee un subsuelo de altura normal y primer piso.

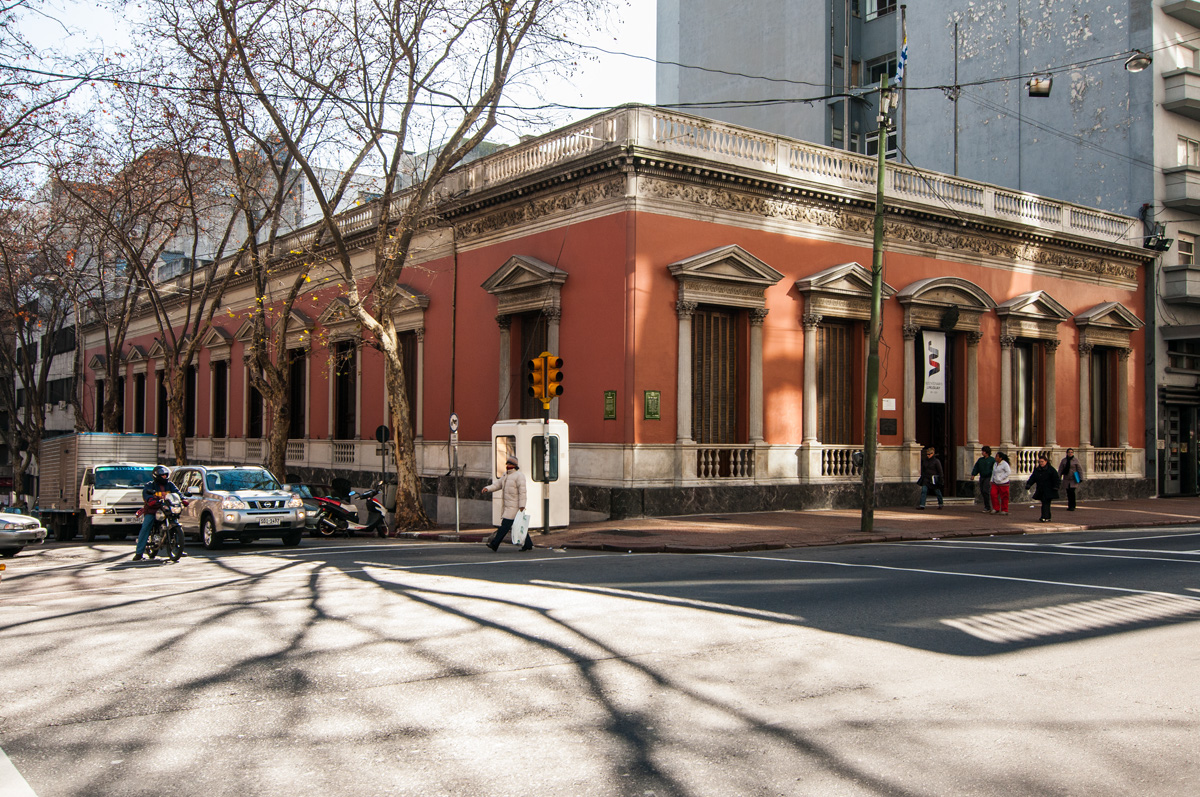
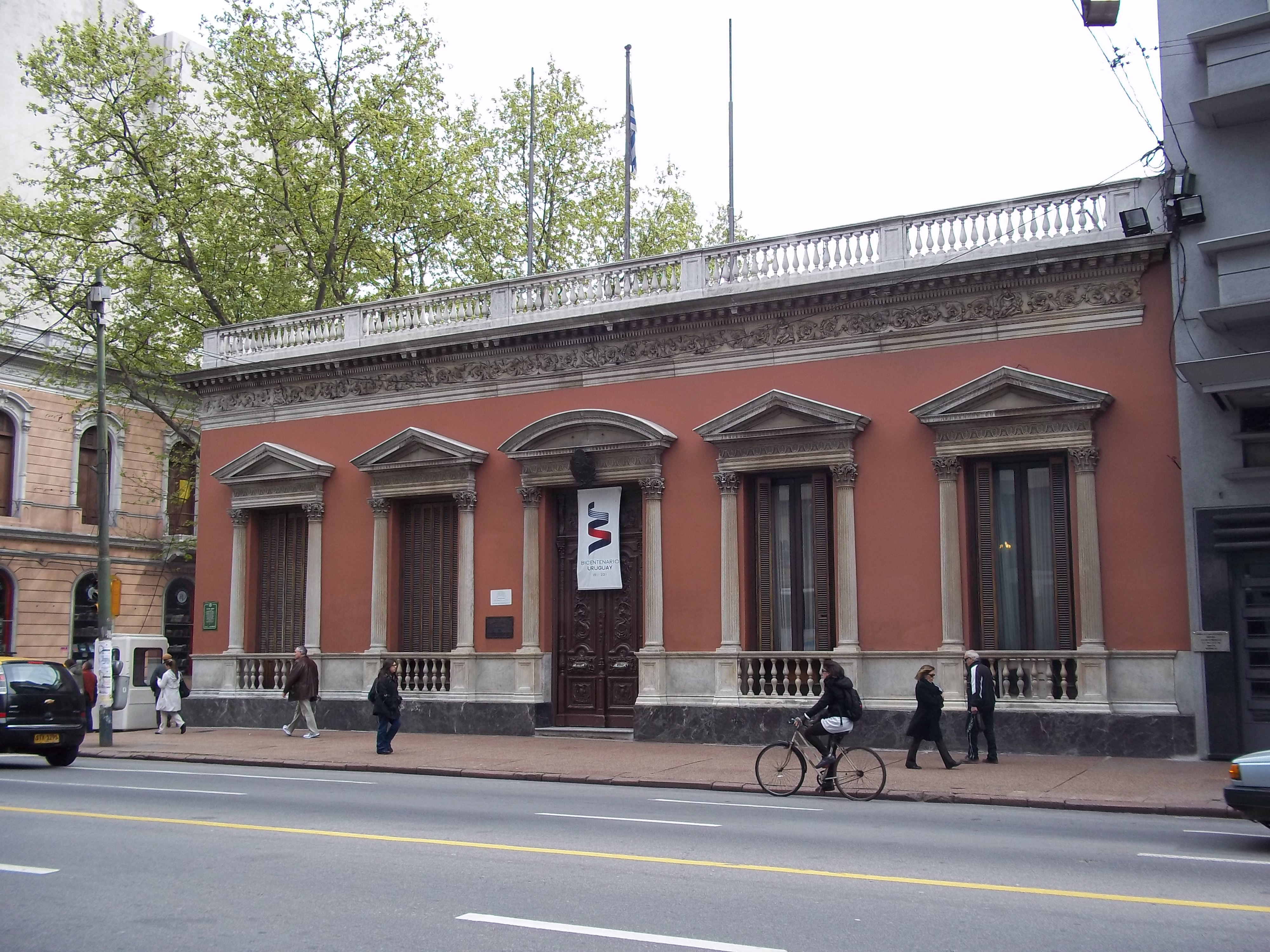
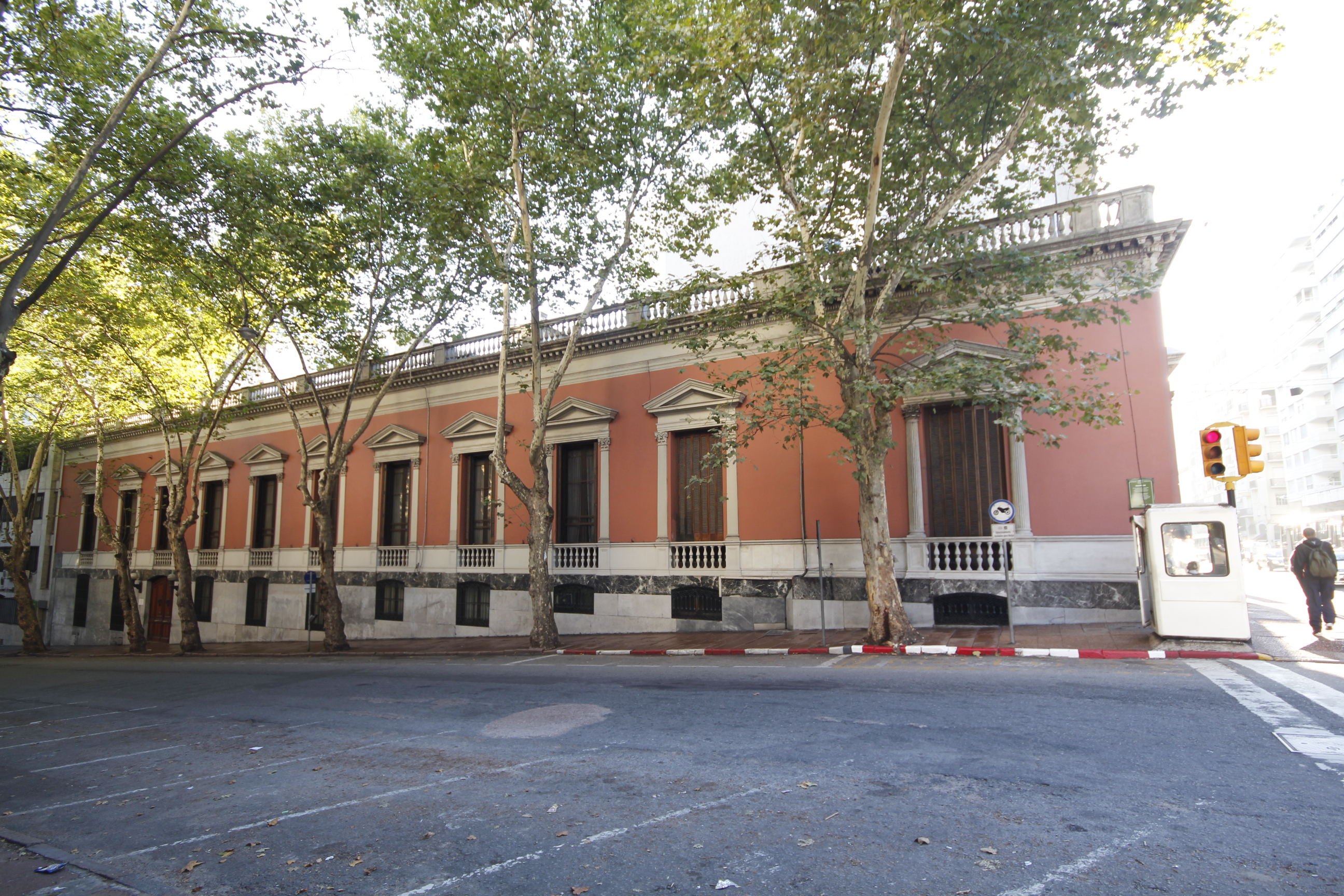

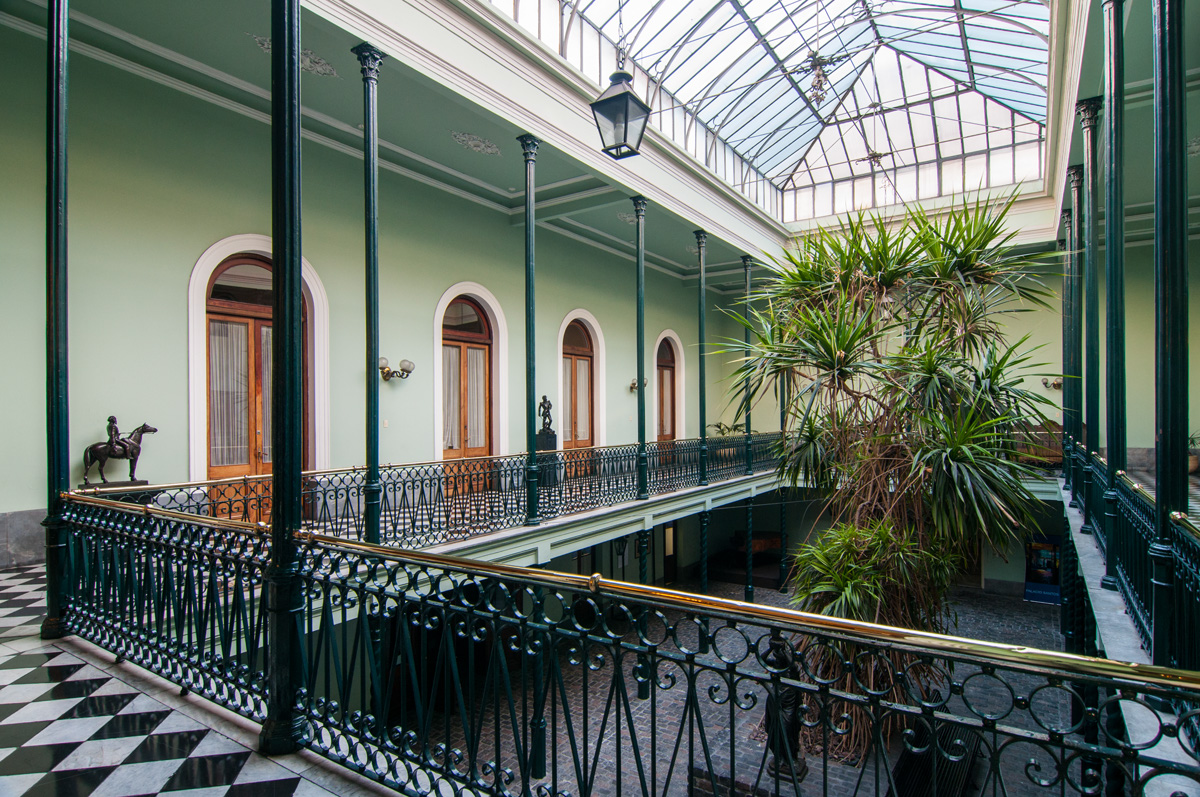

En el interior se observa un despliegue ostentoso en la calidad y tratamiento de los materiales: mármoles, vitrales, filigranas de yeso, cristales, esculturas, y en el amoblamiento. La planta es cuadrangular, organizada en torno a dos grandes patios iluminados por claraboyas. El patio principal, o "Patio de la Fuente", ostenta una ornamentación en paredes y techos y tiene en el centro una fuente de mármol de una sola pieza con una delicada escultura barroca que representa un niño con un delfín. En la década de los años 1930 debajo de la claraboya se colocó un hermosísimo vitral con el escudo nacional. El patio posterior, o "Patio Colonial", que se utilizaba para la entrada de los carruajes, posee un cantero central donde crece un pandanus veitchii de gran tamaño, planta originaria de Australia, Indonesia y otras islas tropicales del Océano Pacífico, incluido Hawái. Es el único ejemplar existente en Uruguay.

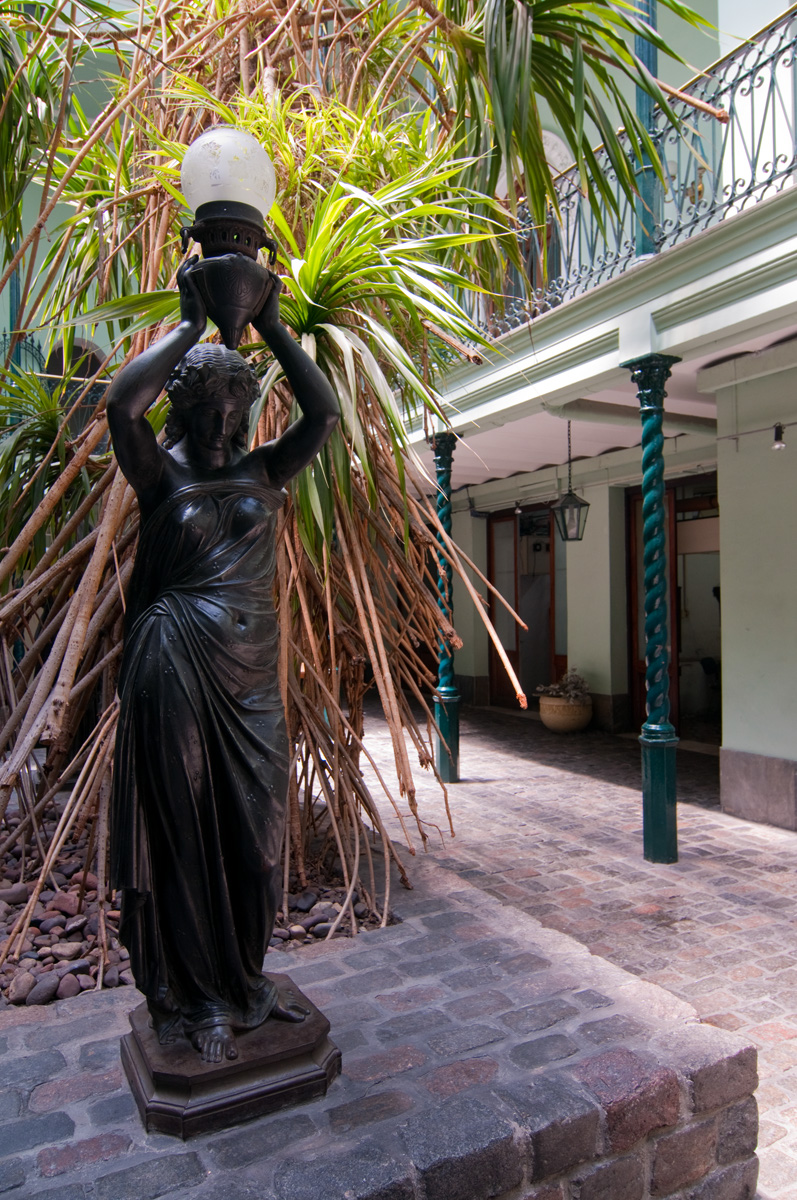
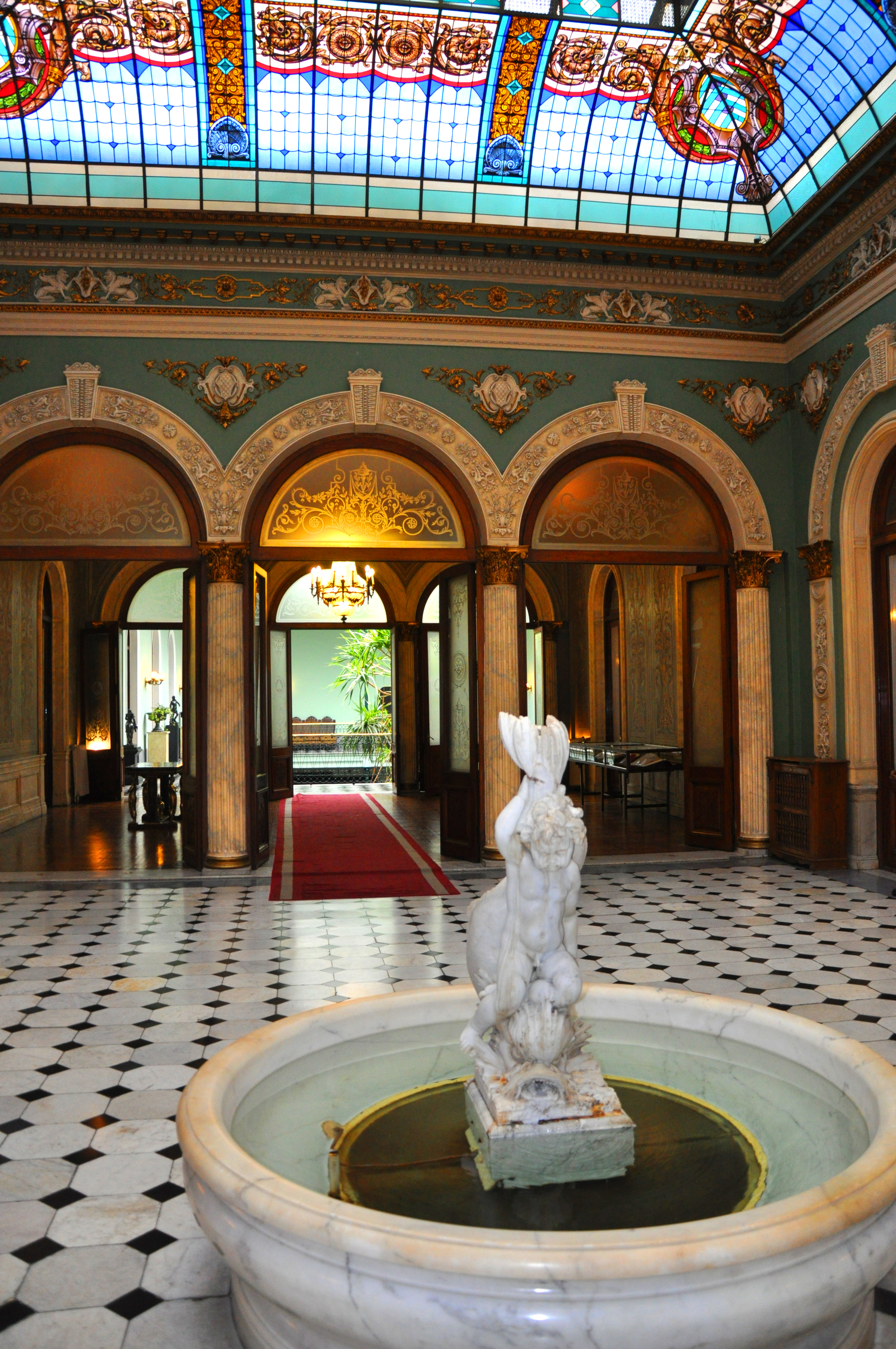

Entre los salones se destaca el "Salón de Ceremonial", con varias piezas del mobiliario de Santos, entre las que se destaca el alhajero de su esposa. A su vez, el "Salón Comedor" muestra muebles de época y una colección de vajilla utilizada en cenas y almuerzos oficiales. Por su parte, en el "Salón Florentino", llamado así por sus pinturas murales, antiguo comedor de la residencia, se encuentra ubicado, como era costumbre, entre los patios principal y secundario. En las pinturas se aprecia uno de los pocos ejemplos del empleo la técnica grisalla en Uruguay, seguramente obra del pintor italiano Francesco Sciuto. Probablemente sean las mayores en su género realizadas en un edificio civil del siglo XIX. Permanecieron ocultas durante noventa años y fueron descubiertas en 1997. Fueron restauradas por el Estudio Ferrari & Lezica bajo los auspicios de la Organización de Estados Americanos y el Estado uruguayo.

La restauración completa de esta obra insumió un año, dada la fragilidad de las pinturas, que se encontraban bajo una serie de capas de papel, sectores con pegamentos orgánicos muy degradados y diferentes pinturas planas de fuerte color rojo. Una vez retiradas las capas de material que cubría la obra, se procedió a la restauración de las pinturas, utilizando la técnica y el material originales.

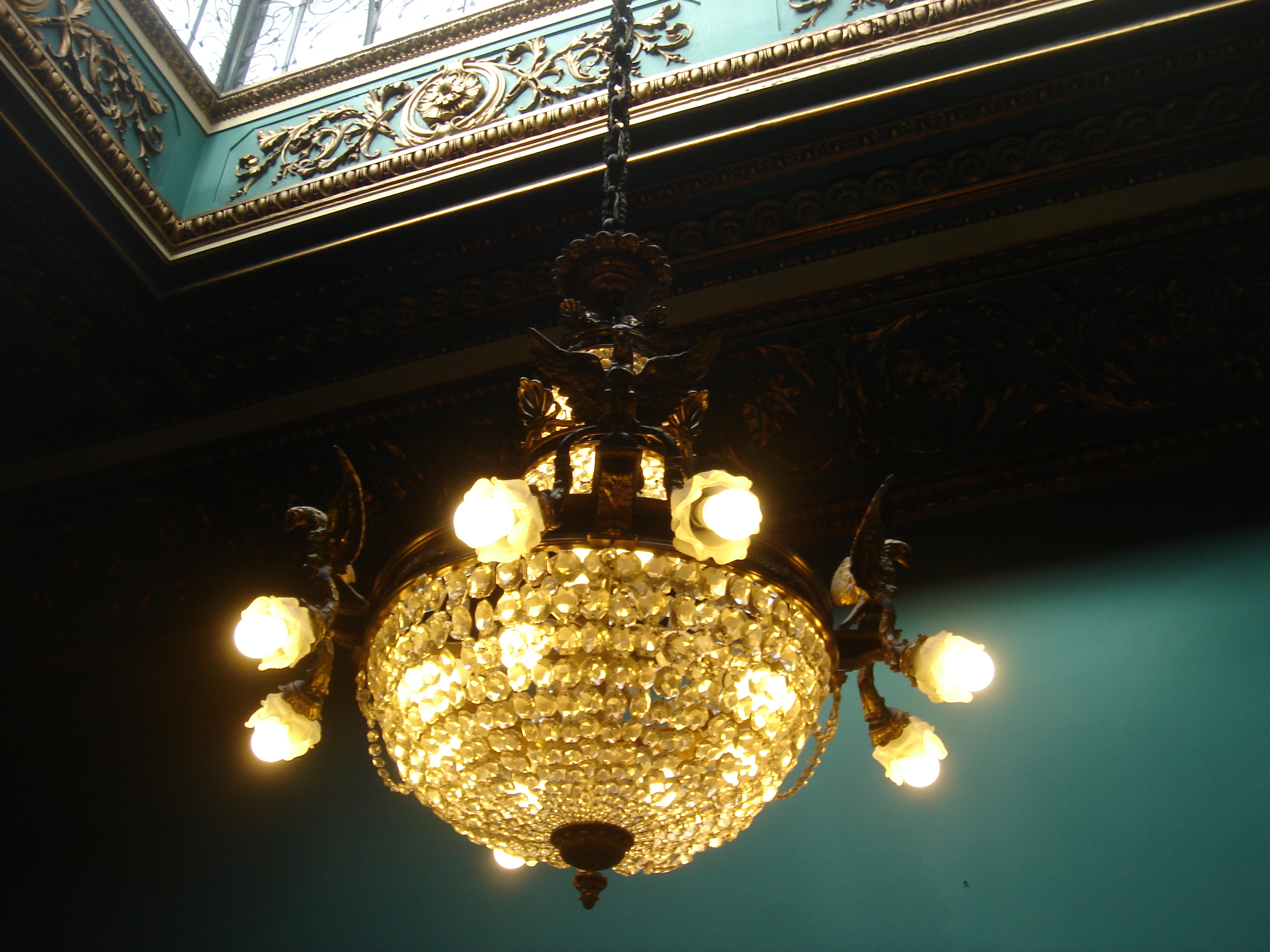
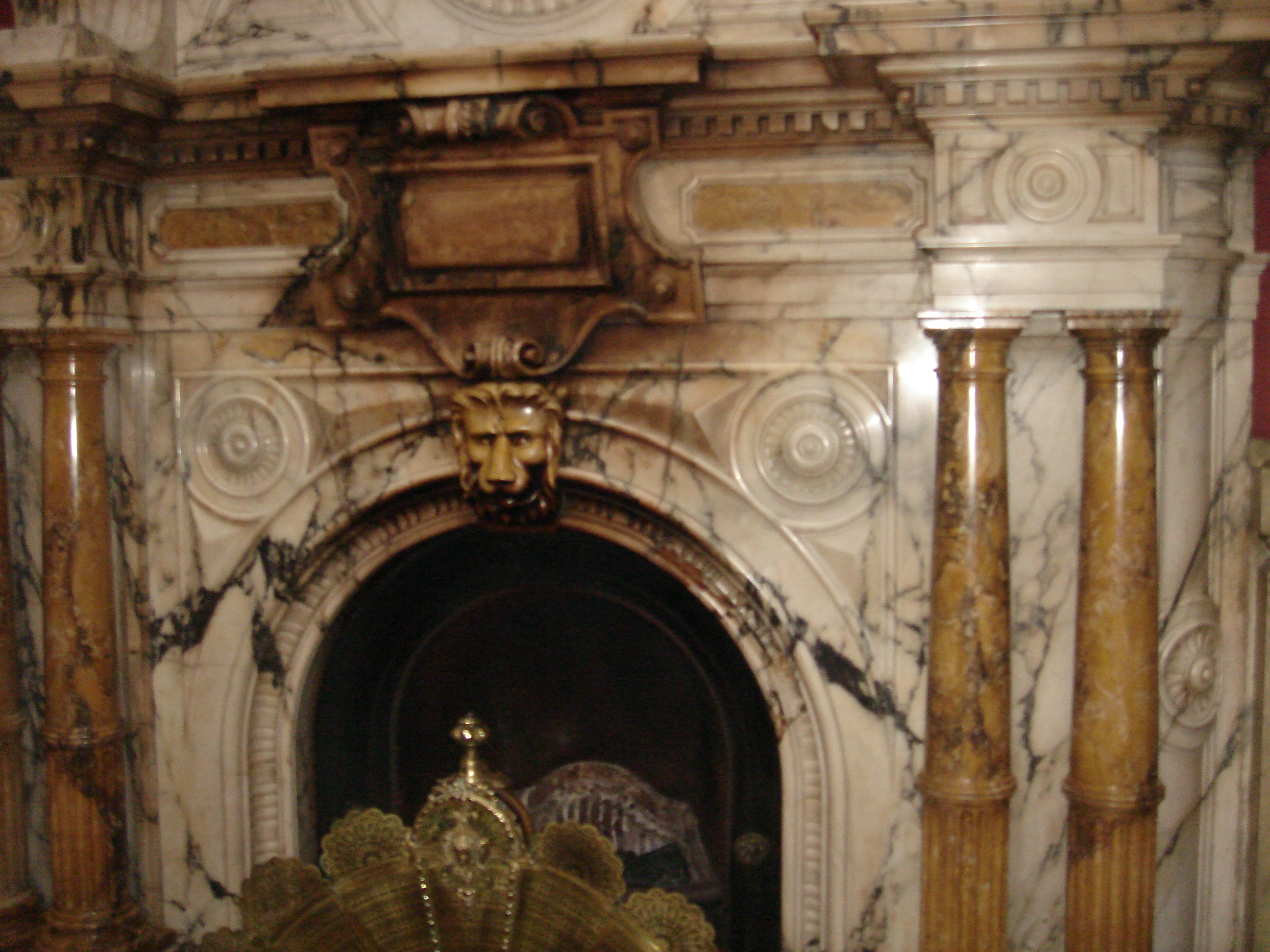
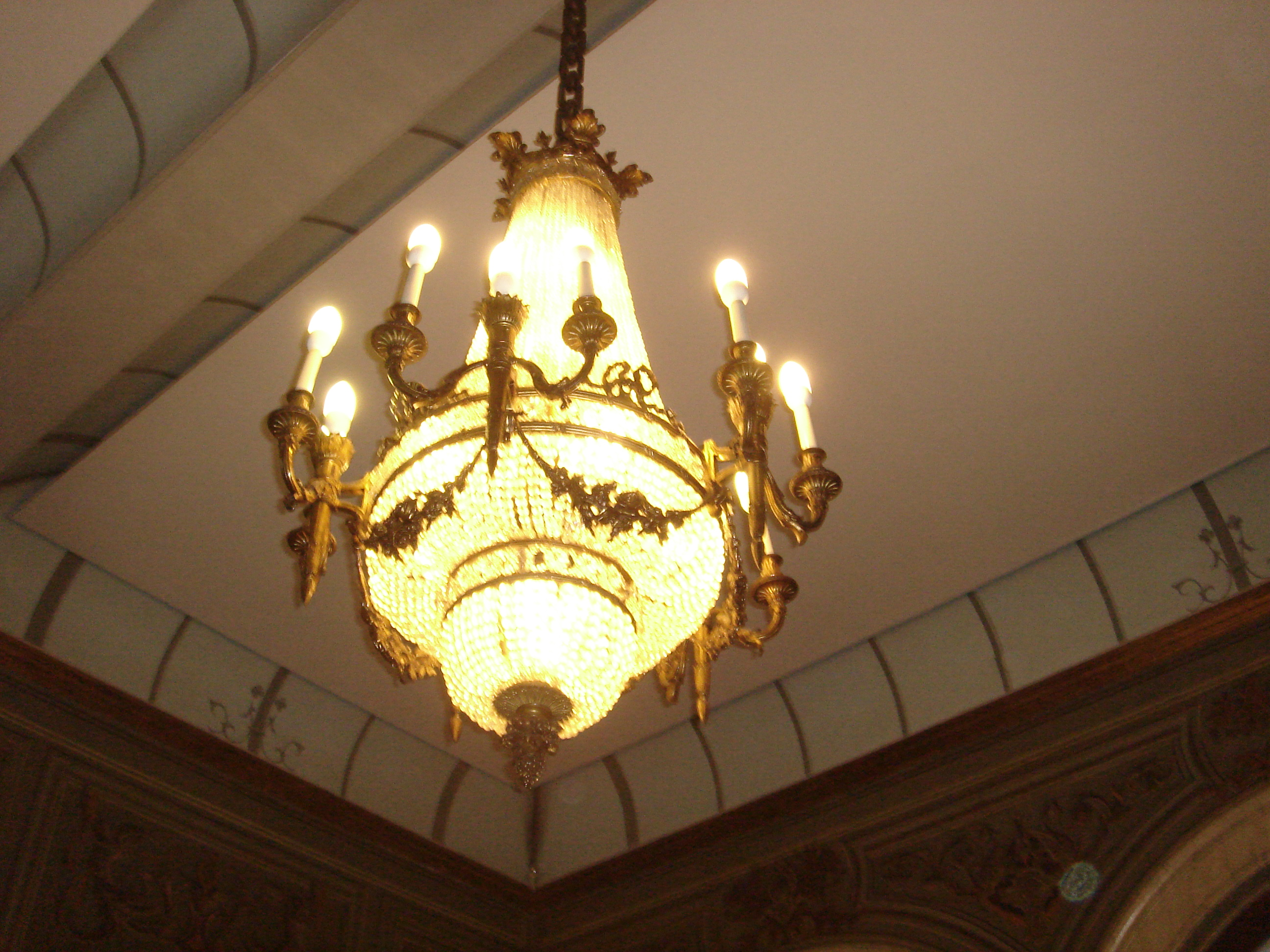
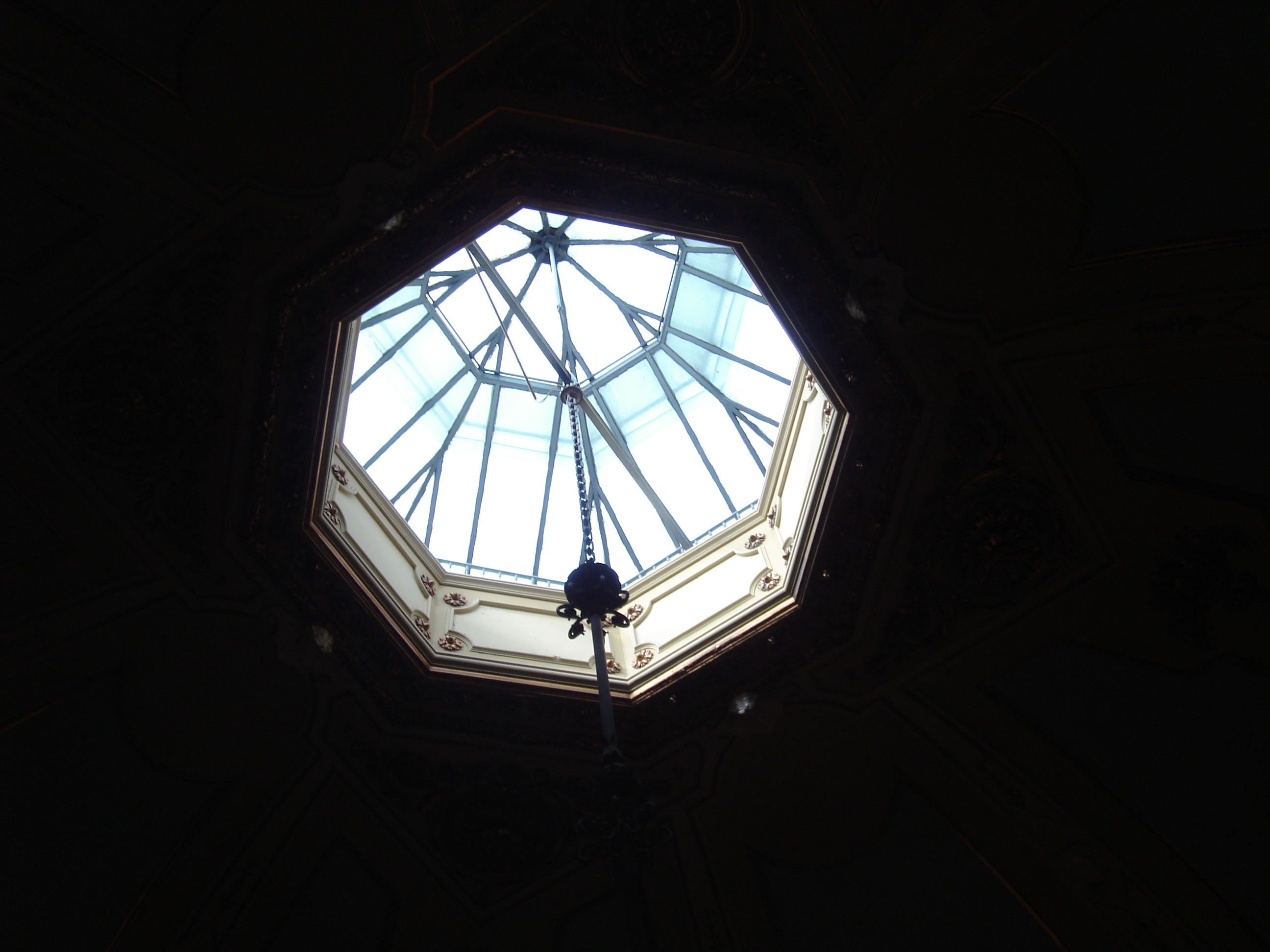
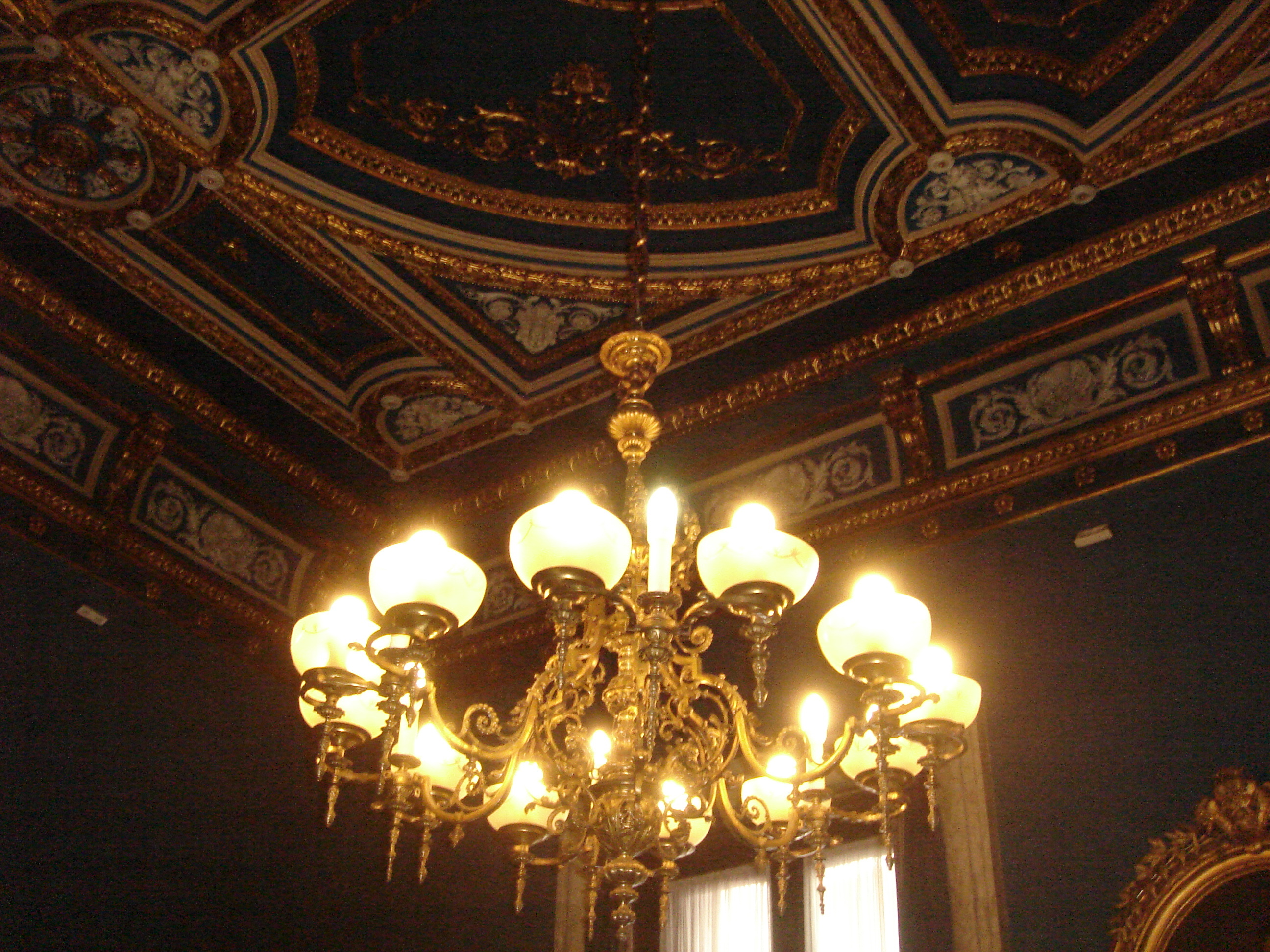
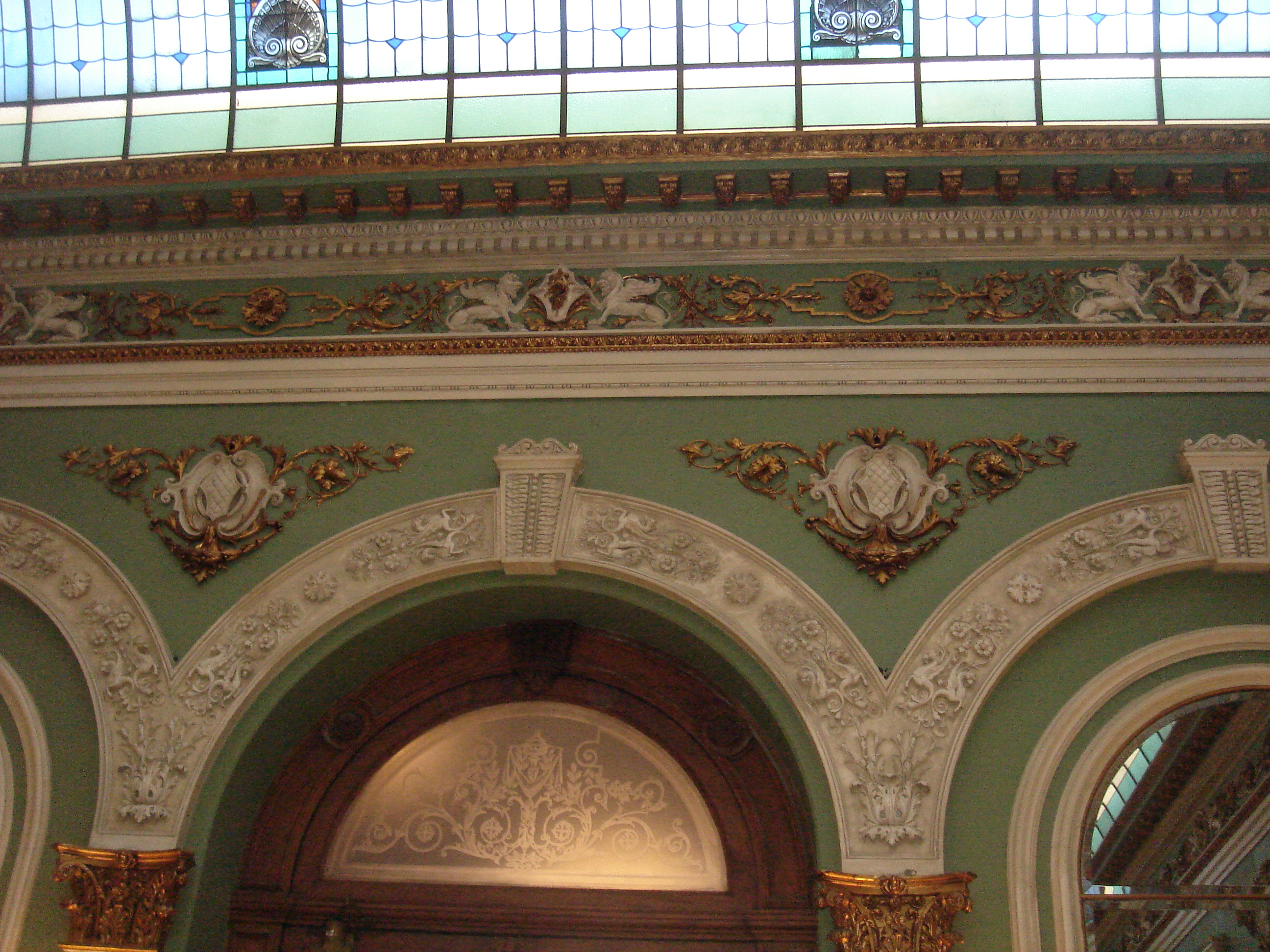
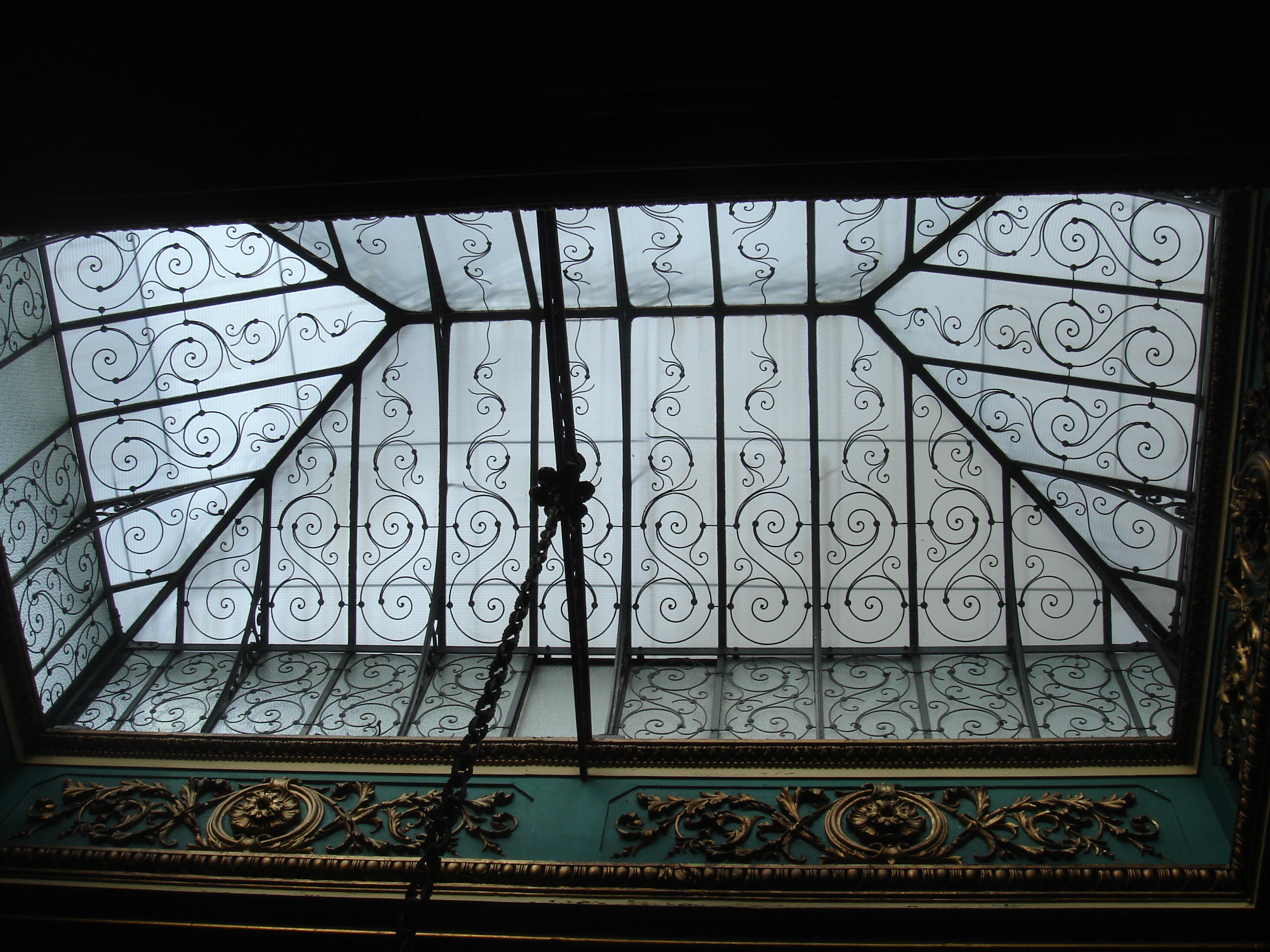